# Sayaji Garden

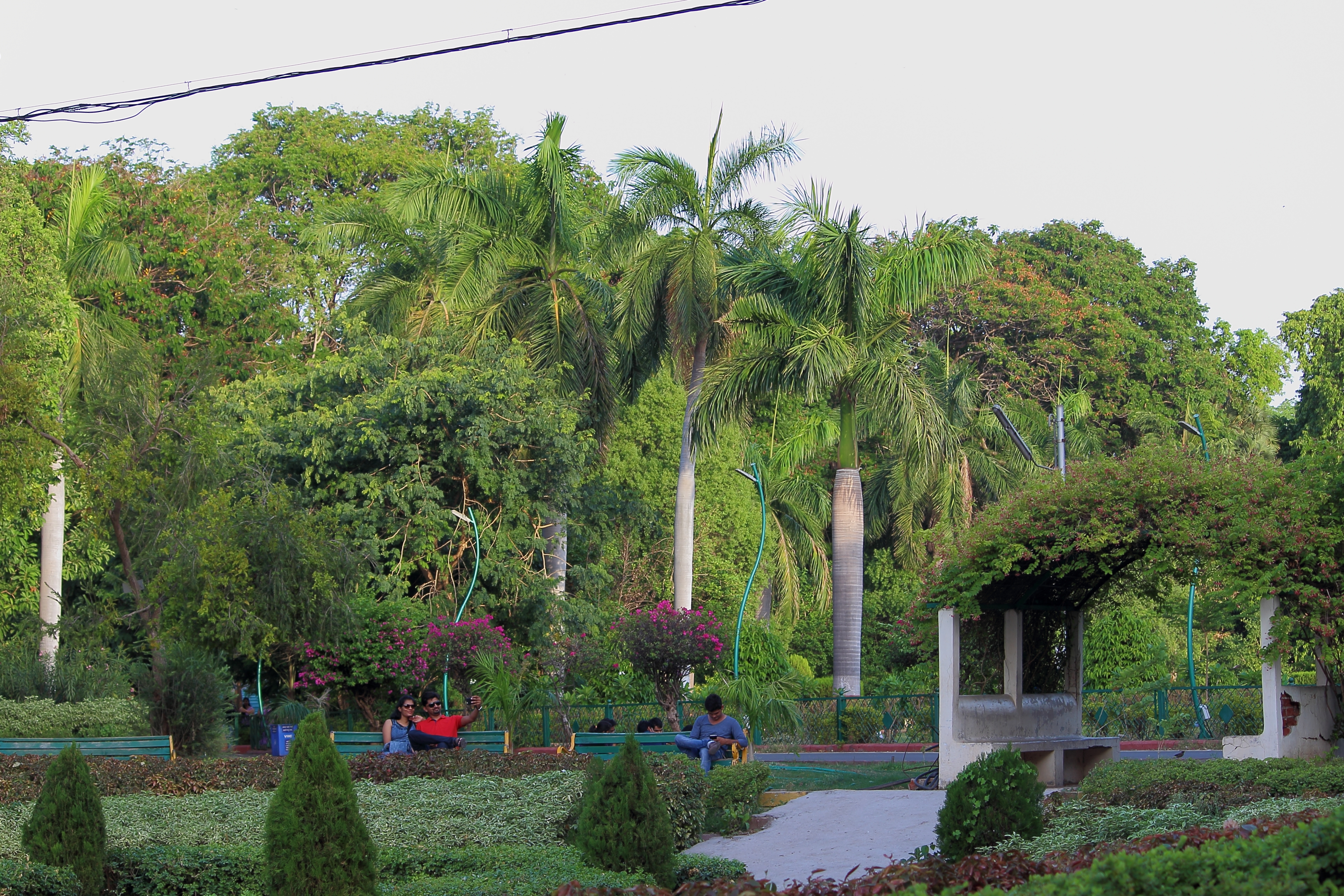
Sayaji Garden, Vadodara

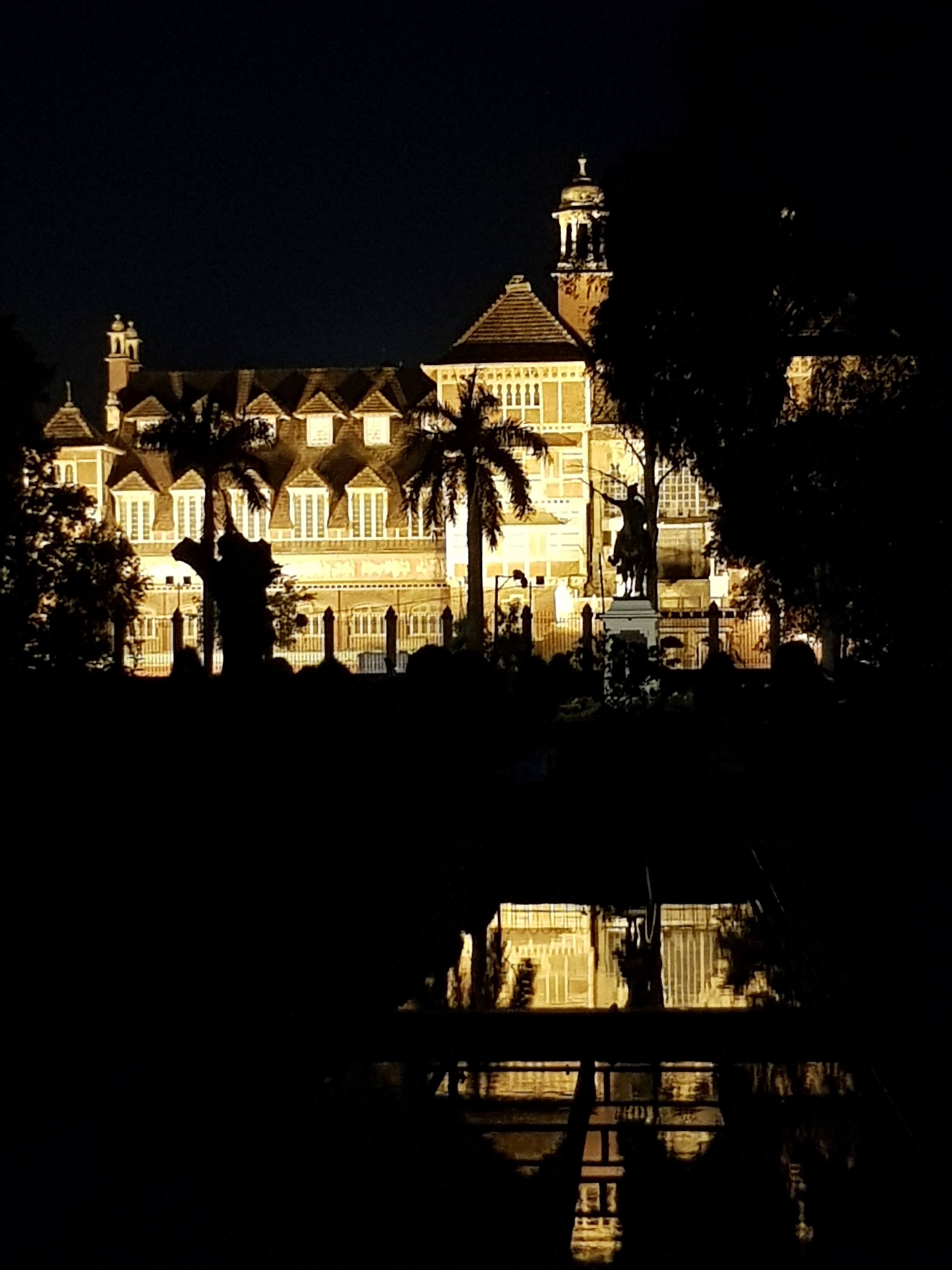
Sayaji Garden, Baroda Museum and Picture Gallery bei Nacht

Der Sayaji Garden (auch Sayaji Baug oder Kamati Baug) ist mit ca. 46 ha der größte öffentliche Park im westlichen Indien. Er befindet sich in Vadodara im Bundesstaat Gujarat.
Der Sayaji Garden ist nach dem Maharadscha Sayaji Roa Gaekwad III benannt, der ihn 1879 anlegen ließ und der Bevölkerung von Baroda widmete. In dem Park befindet sich ein Zoo, das Baroda Museum and Picture Gallery, ein Planetarium und ein Vergnügungspark. Im Zentrum des Parks befindet sich ein Musikpavillon, der von mehreren, teilweise von der griechisch-römischen Mythologie inspirierten Statuen umgeben ist. Durch den Park fährt eine Parkeisenbahn.